# Mérulaxe à croupion brun
Espèce
Statut de conservation UICN

 NT  : Quasi menacé
Le Mérulaxe à croupion brun (Scytalopus latebricola) est une espèce de passereaux de la famille des Rhinocryptidae.
Cet oiseau peuple la Sierra Nevada de Santa Marta.